# Eliodoro Domínguez
Eliodoro Segundo Domínguez Domínguez (Lautaro, 11 de septiembre de 1898—Santiago, 12 de abril de 1992) fue un contador y político chileno. Fue senador y ministro de Educación Pública durante el gobierno del presidente Gabriel González Videla.

## Estudios y vida laboral
Sus estudios los realizó en el Instituto Comercial de Talcahuano y en el Instituto Superior de Comercio de Santiago; se tituló de Contador General de Estado y profesor de Matemáticas Comerciales y Contabilidad, en el año 1914 y 1917 respectivamente. 
En 1917, se desempeñó como profesor de matemáticas comerciales y contabilidad. Trabajó en distintas casas comerciales antes de dedicarse a la docencia. Fue profesor en Talcahuano, Vallenar, Temuco y Santiago. 
Desde 1928, fue jefe de Enseñanza Comercial del Ministerio de Educación, siendo relevado de su puesto en el primer gobierno de Ibáñez; se reincorporó en 1932, desempeñando el cargo de director general y director de Enseñanza Técnica. Fue profesor y director del Instituto Pedagógico Técnico, cargo al cual renunció en 1948; también, fue profesor de la Escuela de Servicio Social de la Universidad de Chile.

## Carrera política
En 1926 participó en el movimiento de Reforma Educacional. En este año también, fue miembro del Comité Revolucionario del Congreso Pedagógico de Chile.
Fue uno de los fundadores del Partido Socialista Marxista en 1931 y  del Partido Socialista de Chile en 1933. Posteriormente se afiliaría al Partido Radical. 
Fue elegido senador, por la Segunda Agrupación Provincial "Atacama y Coquimbo", periodo 1941-1949; fue senador reemplazante en la Comisión Permanente de Relaciones Exteriores y en la de Hacienda y Presupuestos; integró la Comisión Permanente de Educación Pública y la de Defensa Nacional.
Fue ministro de Educación Pública, el 4 de febrero de 1952 hasta el 28 de julio del mismo año, durante el gobierno de Gabriel González Videla.